# Rustichello
Rustichello (n. secolul al XIII-lea, Pisa, Republica Pisa – d. 8 ianuarie 1322) a fost coleg de celulă cu Marco Polo. Marco Polo l-a rugat pe Rustichello să-i scrie despre călătoria lui în China.
După ce au fost eliberați, cartea scrisă de Rustichello "Il millione" sau memoriile lui Marco Polo s-a răspândit repede 